# 이스파한 자메 모스크
이스파한 자메 모스크(페르시아어: مسجد جامع اصفهان 마스지데 자메 이스파한)는 이란 이스파한주 이스파한에 위치한 거대한 회중 모스크이다. 771년경부터 20세기 말까지 해당 부지에 대한 지속적인 건설, 재건, 증축, 개축이 진행되었다. 모스크의 남서쪽 날개 부분에는 이스파한 그랜드 바자르가 위치한다. 2012년에는 유네스코 세계유산으로 등록되었다.

## 역사
우마이야 왕조 시대에 지어졌으며 이스파한에서는 이 모스크의 기둥 가운데 하나가 다마스쿠스에 있는 칼리프가 개인적으로 지었다는 소문이 전해진다. 모스크가 되기 이전에는 조로아스터교 신자들의 예배당이었다고 한다.

## 특징
이스파한 자메 모스크는 현재 이란에 남아 있는 가장 오래된 모스크 가운데 하나로서 4개의 이완을 가진 양식으로 지어졌으며 4개의 문을 마주보고 배치한 점이 특징이다. 이완은 아치형을 띤 천장을 가진 열린 방을 가리킨다. 모스크 남쪽에 위치한 키블라 이완은 13세기 사이에 무카르나스 양식을 띤 천장이 있는데 무카르나스는 틈새와 같은 수도실을 가리킨다.
셀주크 왕조 시대의 건축에는 2개의 벽돌로 구성된 돔 형태의 방을 증축하는 것이 포함되었는데 이 방은 모스크의 명성이 높다. 남쪽 돔은 1086년부터 1087년 사이에 말리크샤 1세의 유명한 재상이었던 니잠 알물크가 미흐라브를 수용하기 위해 지어졌으며 당시 알려진 어떤 돔보다 더 컸다. 북쪽 돔은 1년 후에 니잠 알물크의 라이벌이었던 타즈 알물크에 의해 건설되었다. 이러한 돔형 방의 기능은 불확실하다. 남북 축을 따라 위치했지만 사원의 경계 밖에 위치했다. 이 돔은 분명 초기의 남쪽 돔에 대한 직접적인 대응으로 건설되었고 그렇게 성공적으로 건설되었으며 구조적인 명확성과 기하학적 균형을 통해 페르시아 건축의 걸작으로서의 위치를 주장했다. 셀주크 사원에 따라 단계별로 이완이 추가되면서 지금과 같은 4개의 이완을 갖춘 형태를 띤 모스크가 만들어졌다. 이는 이란과 나머지 이슬람 세계에 널리 퍼지게 되었다.
공간의 기능적 필요, 정치적 야망, 종교적 발전, 취향의 변화에 대응하여 몽골 제국, 무자파르 왕국, 티무르 제국, 사파비 왕조의 요소들을 통합한 증축와 개조가 이루어졌다. 특히 1310년에는 몽골 제국의 통치자였던 울제이투가 서양식 아케이드 안에 건립된 측면 기도실에 이내에 정교하게 조각한 치장 벽토 미흐라브가 있다. 사파비 왕조 시대에는 주로 장식이 대부분이었는데 남쪽 이완을 중심으로 무카르나스, 유약을 바른 기와, 미나레트 등이 추가되었다.

이완들 사이에 있는 다주식 영역을 형성하는 둥근 지붕과 교각은 특정한 시기가 없고 다양한 스타일을 띠고 있는데 수리, 재건, 증축을 통해 끝없이 변형되었다. 모스크의 기원은 8세기에 있지만 불타 없어졌고 셀주크 왕조 시대였던 11세기에 다시 재건되어 여러 차례에 걸친 개조를 거쳤다. 그 결과 다양한 건축 양식으로 지어진 방을 갖게 되었고 현재의 모스크는 이란 건축의 다양한 역사를 상징한다.